# I-모드

i-모드(i-mode)는 NTT 도코모가 제공하는 전용 휴대 전화를 사용하여 전자 메일의 송수신이나 인터넷에 포함된 웹 페이지 열람 등을 할 수 있는 서비스이다. 일본에서는 휴대 전화 서비스로 선구적인 것으로, 이 서비스를 시작한 후 다른 회사도 비슷한 것을 제공하기 시작했다.
NTT 도코모 소속 마쓰나가 마리, 나쓰노 다케시, 에노키 게이치 등이 휴대전화를 이용한 인터넷 비즈니스 모델로 아이디어를 처음 구상해냈다. 'i-모드'의 'i'는 인터랙티브 (interactive), 인포메이션 (information), 인터넷 (internet)의 머리글자인 'i'이며, 영어로 '나'라는 의미의 'i'도 있다.

## 역사
1999년 1월 25일 일본에서 발표되어 2월부터 서비스를 개시하였다. 서비스 시작 당시 일본의 탤런트인 히로스에 료코 (1998년까지 도코모 중앙 포켓벨 캐릭터를 맡음)를 이미지 캐릭터로 기용하였다. 처음부터 인터넷 뱅킹, 대기 바탕화면, 착신 멜로디 등의 i메뉴 사이트가 출범해서, 그것을 사용하는 모습을 보여주는 TV 광고가 방영되었다.
이메일 기능이 있던 i-모드 메일은 기존에 있던 쇼트 메일이나 10엔 메일보다 저렴한 통신료로 인터넷 메일을 사용할 수 있었기에, 서비스 시작 초기부터 폭발적으로 보급되었다. 급기야 1999년 7월부터는 i-모드의 통신 연결이 어려워지는 현상이 발생하기에 이르렀고, 2000년 3월 28일에는 서버 설정의 인위적 실수로 일본 전국에서 약 3시간 동안 i-모드 연결을 사용할 수 없게 되는 장애가 발생하기도 했다. 이후 6월까지 연결이 어려워지는 문제가 빈발하면서 연일 뉴스에 올랐다. i-모드 가입자가 급격히 증가하면서 통신 트래픽도 증가하였고, i-모드 센터의 처리 능력을 벗어나면서 전체 속도가 저하되는 것이 주요 원인이었다. 이에 대한 대응책으로 도코모 측은 TV에 내보내던 i-모드 광고를 전부 내리고, 502i 시리즈 출하를 제한하는 등 신규 가입자를 억제시키면서 당시 전국 1개 뿐이었던 i-모드 센터를 조기에 증설한다고 발표하였다. 그리고 2000년 8월 무렵에는 문제가 대강 해결되었다. 이 사건을 교훈삼아 i-모드의 게이트웨이 시스템은 기존의 GRIMM을 파기하고 2003년에 CiRCUS로 전환하였다.
i-모드가 출시되자 도코모의 경쟁사들도 유사한 모바일 데이터 서비스를 잇다라 출시했는데 KDDI는 EZ웹을, J폰은 J스카이를 내놓았다. 이후 보다폰이 J폰을 인수하였고 J스카이를 보다폰 라이브!로 개명하였다. 이후 보다폰 KK가 2006년 10월 야후! 재팬의 운영사이기도 한 소프트뱅크에 인수되면서 소프트뱅크 모바일로 다시 이름을 바꾸었다.
2010년대 이후 피처폰이 스마트폰으로 전환되면서 i-모드 가입자가 감소 추세로 접어들자, 도코모는 2015년 발매한 P-01H를 마지막으로 신기종을 발매하지 않았고 2016년 11월 2일 i-모드 휴대폰 출하를 올해 내로 중단하겠다고 발표하였다. 라쿠라쿠 폰 시리즈는 출하를 계속하였지만 이마저도 2017년 6월에 판매를 중단하면서 i-모드 휴대폰을 신제품으로 찾아볼 수는 없게 되었다.

## 해외시장

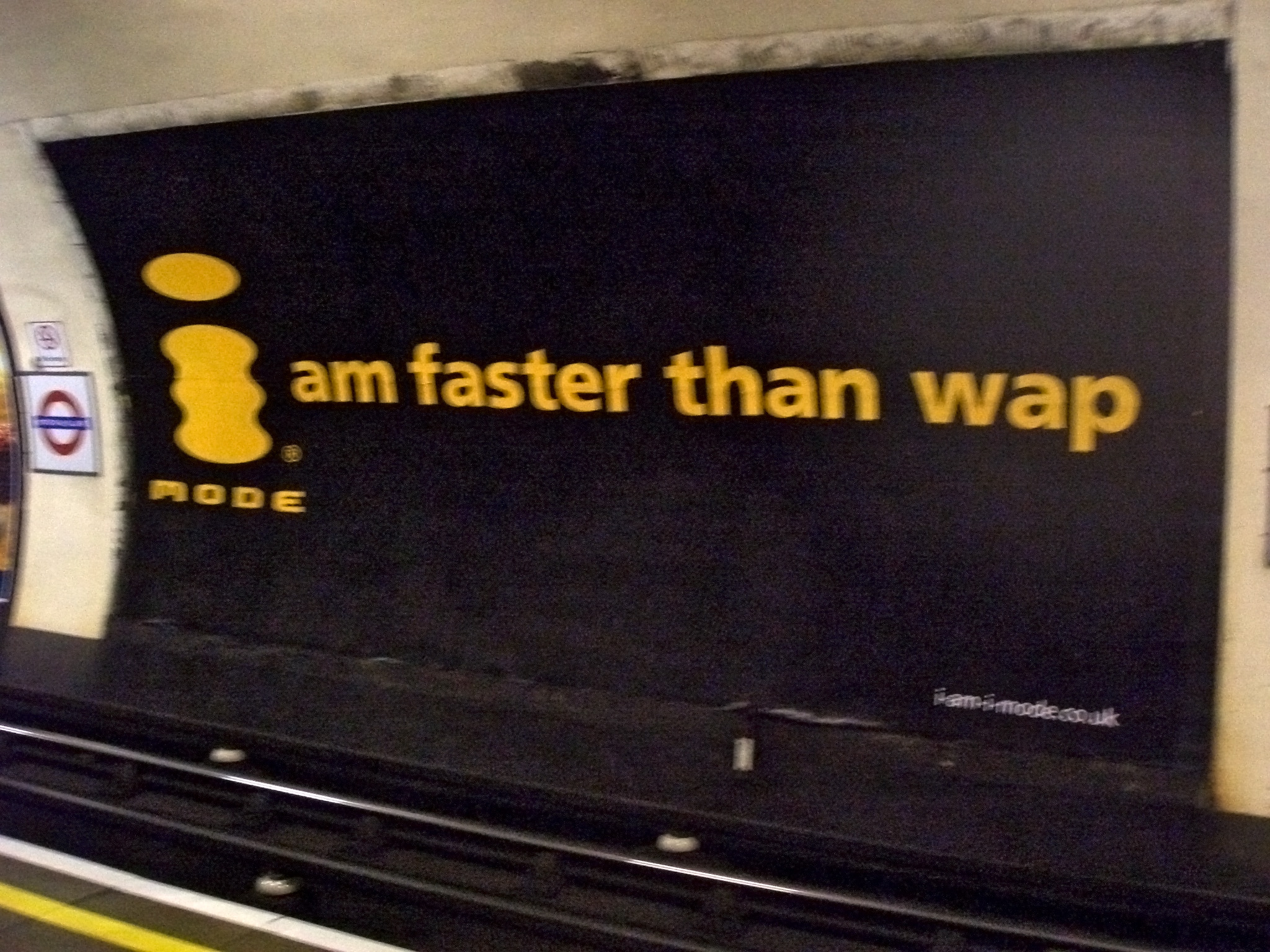
영국 런던 지하철의 광고 (2005년)

일본에서 i-모드가 선풍적인 인기를 끄는 것을 지켜본 유럽, 아시아, 오스트레일리아의 통신사들은 도코모와 파트너십을 체결하고 해당 서비스의 라이선스를 구매하였다. 그 결과 i-모드는 전세계 17개 국가에 퍼져나가게 되었다. 이 같은 성공 뒤에는 나쓰노 다케시의 역할이 컸다. 또 보스턴 컨설팅 그룹과 파트너 관계였던 캐멀 맴리아가 나쓰노를 지원하면서, 일본 서비스의 해외 진출에 주요 역할을 했다는 평가를 받는다.
i-모드는 처음 출시한 국가마다 이용자수가 매우 빠르게 성장하는 모습을 보였으며 이는 여타 국가의 통신사도 그 뒤를 따라 i-모드를 자국시장에 내놓는 계기가 되었다. 출시 이후 몇년 간은 성공을 이루었지만 일부 국가에서는 해당 제품이 충분히 보급되지 않거나, 경쟁 기업에서 인터넷 서비스 직접 연결을 지원하는 신제품을 내놓게 되면서, 도코모가 i-모드로 선두를 지키는 모습은 서서히 사라져갔다. 각 운영사들은 i-모드를 새로운 모바일 인터넷 서비스로 교체 혹은 통합하였고 i-모드는 일본 이외의 국가에서는 인기를 끌지 못하게 되었다.
i-모드가 출시된 국가는 다음과 같다.
- 오스트레일리아 (텔스트라, 서비스 종료)
- 벨기에 (베이스)
- 불가리아 (글로불, 서비스 종료)
- 프랑스 (부이그 텔레콤)
- 독일 (E-플러스)
- 그리스 (코스모테, 서비스 종료)
- 홍콩 (3)
- 이스라엘 (셀콤)
- 아일랜드 (O2, 서비스 종료)
- 이탈리아 (WIND, 서비스 종료)
- 네덜란드 (KPN, 서비스 종료)
- 러시아 (MTS, 서비스 종료)
- 루마니아 (코스모테 루마니아, 서비스 종료)
- 싱가포르 (스타허브)
- 스페인 (텔레포니카, 서비스 종료)
- 중화민국 (화신전신, 원전전신)
- 영국 (O2, 서비스 종료)

## 같이 보기
- 모바일 브라우저
- 정보 기기
- 스마트폰
- 일본의 휴대전화 문화
- 모바일 게임